# Differenztonfaktor
Der Differenztonfaktor {\displaystyle d} ist ein dimensionsloses Maß für nichtlineare Verzerrungen. Er beschreibt das Verhalten zweier Töne, die in einen Verstärker geschickt werden. Sie kommen am Ende wieder heraus, plus ein weiterer Ton, der die Differenz der beiden ursprünglichen Töne bildet. Der Differenztonfaktor ist schon unter 0,1 % deutlich wahrnehmbar und offenbart sich in einem „bedeckten“ Klangbild.
Der Differenztonfaktor gibt ein Verhältnis zweier Effektivwerte an, nämlich des Effektivwertes der Differenztöne zweier Sinusschwingungen mit dem Frequenzabstand Δf = 80 Hz (70 Hz nach DIN 45403) zum Effektivwert des gesamten Gemischs am Ausgang.
Wie beim Klirrfaktor und beim Intermodulationsfaktor misst man auch beim Differenztonfaktor nur einzelne Verzerrungsprodukte, nämlich die Differenztonfaktoren 2. und 3. Ordnung:
{\displaystyle d_{2}={\frac {U_{f_{2}-f_{1}}}{2\cdot U_{\text{ges}}}}}
{\displaystyle d_{3}={\frac {U_{2f_{2}-f_{1}}+U_{2f_{1}-f_{2}}}{2\cdot U_{\text{ges}}}}}
mit
- {\displaystyle U} Effektivwert der Spannungen
- {\displaystyle f_{1}}, {\displaystyle f_{2}} obere und untere Messfrequenz
- {\displaystyle U_{\text{ges}}} Gesamtspannung am Ausgang.